# アタアタ・モエアキオラ
アタアタ・モエアキオラ（Ataata Moeakiola、1996年2月6日 - ）は、ジャパンラグビーリーグワンコベルコ神戸スティーラーズに所属するラグビーユニオン選手。

## プロフィール
- トンガ出身[1]。
- ポジションはセンター(CTB)、ウィング(WTB)、スタンドオフ(SO)、ナンバーエイト(No.8)
- 身長 185 cm、体重 107 kg
- 日本代表キャップは4。（2019年9月現在）。
- ニックネームはアタ。
- U20日本代表に選出されたことがある[2]。

## 来歴
2015年、目黒学院高校に留学生としてトンガより来日。卒業後、東海大学に入学。なお目黒学院高校時代、高校日本代表に選ばれたことがある。
2016年4月30日に行われた2016年アジアラグビーチャンピオンシップ第1戦韓国戦で途中出場で日本代表初キャップを獲得した。
2017年1月にはスーパーラグビーサンウルブズの2017年スコッドに入った。
2018年、東海大学体育会ラグビーフットボール部の主将に就任した。
2019年、チーフスに加入。同年2月15日のハイランダーズ戦でリザーブとしてスーパーラグビーデビューを果たす。また同年3月に東海大学卒業後、神戸製鋼コベルコスティーラーズ(現・コベルコ神戸製鋼スティーラーズ)に加入。さらに同年8月、ラグビーワールドカップ2019の日本代表に選出された。
2020年1月12日にジャパンラグビートップリーグ第1節キヤノンイーグルス戦に途中出場で公式戦初出場を果たす。
2022年1月8日に行われたJAPAN RUGBY LEAGUE ONE第1節シャイニングアークス東京ベイ浦安戦で故意のノックオンのためリーグワンとしての初シンビンをもらった。
2024年、マナワツ・ターボスに加入。